# Saint-Martin-du-Lac
Saint-Martin-du-Lac ist eine französische Gemeinde mit 241 Einwohnern (Stand 1. Januar 2022) im Département Saône-et-Loire in der Region Bourgogne-Franche-Comté.

## Lage
Saint-Martin-du-Lac liegt auf dem Ostufer der Loire in einer Höhe von etwa 250 Metern ü. d. M. in der alten Kulturlandschaft des Brionnais. Der Ort befindet sich etwa 27 Kilometer (Fahrtstrecke) südlich von Paray-le-Monial bzw. etwa 28 Kilometer nördlich von Roanne. Die sehenswerten Orte Anzy-le-Duc, Semur-en-Brionnais, Iguerande, Montceaux-l’Étoile und Saint-Julien-de-Jonzy liegen allesamt im Umkreis von etwa 15 Kilometern; Charlieu liegt etwa 20 Kilometer südöstlich.

## Geschichte
Kirche und Ort gehörten im Mittelalter zeitweise zum Priorat von Anzy-le-Duc.

### Bevölkerungsentwicklung
| Jahr      | 1962 | 1968 | 1975 | 1982 | 1990 | 1999 | 2006 |
| Einwohner | 246  | 255  | 220  | 213  | 218  | 238  | 257  |

Im 19. Jahrhundert hatte der Ort zeitweise mehr als 700 Einwohner. Die Reblauskrise und die Mechanisierung der Landwirtschaft sorgten seitdem für einen deutlichen Bevölkerungsrückgang.

## Wirtschaft
Die hügelige Umgebung von Saint-Martin-du-Lac war stets landwirtschaftlich geprägt, wobei bis ins 19. Jahrhundert hinein auch Weinbau betrieben wurde. Inzwischen spielt die Zucht von Charolais-Rindern eine große Rolle. Der Ort selbst blieb bis ins frühe 20. Jahrhundert hinein das Handwerks-, Handels- und Dienstleistungszentrum für die Weiler und Einzelgehöfte der Umgebung. Heute ist auch der Tourismus durch die Vermietung von Ferienwohnungen eine Erwerbsquelle für die Einwohner des Ortes.

## Sehenswürdigkeiten

### Kirche Saint-Martin
Die Pfarrkirche Saint-Martin ist ein einschiffiger Bau des 19. Jahrhunderts mit einer romanischen Apsis und einem Südturm aus dem späten 11. Jahrhundert.

### Sonstige
- Vor der Kirche steht auf einem abgetreppten Sockel ein Steinkreuz mit oktogonalem Schaft.